# Wapen van Wallonië
Het wapen van Wallonië bestaat uit een rode (keel) klauwende Gallische haan op een gele (gouden) achtergrond (veld).

## Geschiedenis van het wapen
De haan was vermoedelijk vooral een symbool onder de Véromandues, een Keltisch-Gallisch volk van het oude Gallia Belgica. Later werd de haan gebruikt als embleem voor alle Gallische landen, waaronder Frankrijk. Dit vermoeden komt van een munt, ontdekt in hun leefgebied, waarop een haan te zien is, "in de aanval van beweging, staand op zijn klauwen, met zijn nek uitgestrekt, met zijn vleugels klapwiekend en kraaiend".
De Waalse haan, ook wel "moedige haan" genoemd, verwijst naar een schilderij van Pierre Paulus, die ook de activisten van de Waalse Beweging zoals het rattachisme en Wallonie libre inspireerde. Paulus ontwierp de vlag van het Waals Gewest in 1913, waar dan uiteindelijk het wapenschild uit is ontstaan.

## Symboliek

Waalse haan

De rode Gallische haan op een geel veld. De haan vertegenwoordigt de Waalse aanhankelijkheid aan de Franse cultuur en hun Gallo-Romeinse oorsprong. De rood-gele kleuring wordt historisch geassocieerd met het prinsbisdom Luik, aangezien de vlag twee verticale strepen had en hun kleuren rood en geel waren. Deze inspireerde de kleuren voor het wapenschild van het Waals Gewest.

Vlag van het Waals Gewest
Vlag van het prinsbisdom Luik
Vlag van het rattachisme